# Holzgraf
Der Holzgraf war Vorsitzender eines Holzgerichts. Er war ohne adeligen Stand. Er wurde auf bestimmte Zeit (für zwei Jahre) gewählt und vom Herzog oder Fürsten bestätigt, im Laufe des Mittelalters auch durch den Adel bestimmt. Der Titel ist Ursprung der Familiennamen Holzgrebe, Holzgreve, Holtgreve.